# Lakki

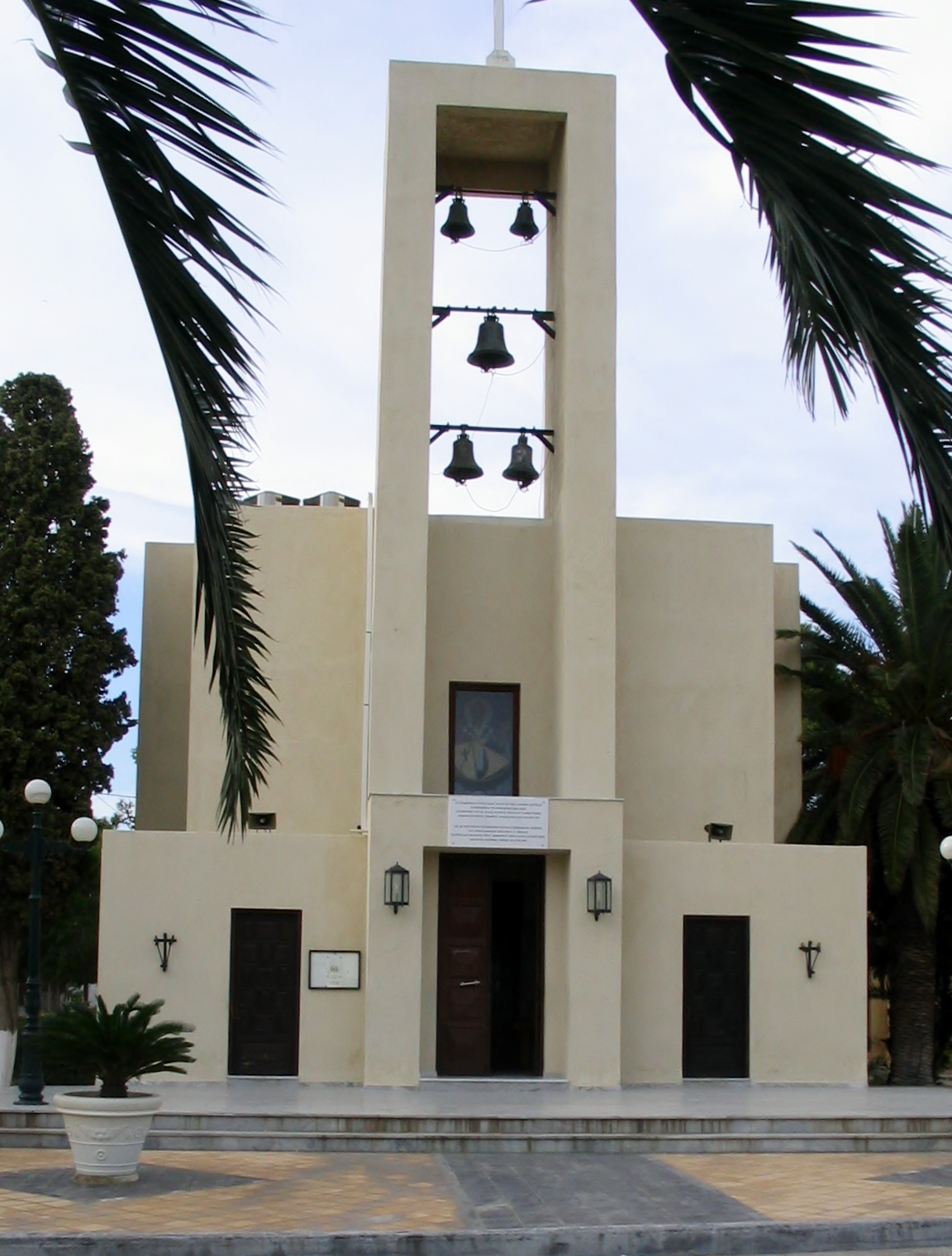
Chiesa di S. Francesco, ora S. Nicola

Lakki (in greco Λακκί?) è una cittadina dell'isola greca di Lero, nel Dodecaneso, fondata dagli italiani all'inizio degli anni trenta con il nome di Portolago (in greco Πορτολάγο?) e chiamata così in onore di Mario Lago, governatore delle Isole italiane dell'Egeo dal 1922 al 1936.

## Urbanistica

### Riferimenti storico architettonici
Agli inizi degli anni trenta Portolago, uno dei maggiori porti naturali del Mar Mediterraneo per la collocazione e morfologia geografica, divenne sede di un'importante base navale della Regia Marina e dal 1923 della stazione idrovolanti Giovanni Rossetti della Regia Aeronautica, sede dell'84º Gruppo ricognizione (poi 84º Centro C/SAR) ed al 10 giugno 1940 della 161ª Squadriglia, che vi rimase fino al giugno 1941. Il fatto rese la località uno dei luoghi più importanti di tutto il Dodecaneso e fece sì che, in contemporanea, venisse sviluppato un moderno piano urbanistico, che comprendeva edifici pubblici, attrezzature, edifici commerciali e abitazioni, parchi e viali alberati.
A differenza delle città di fondazione nel periodo fascista realizzate in patria, dove prevalse il cosiddetto neoclassicismo semplificato, nella piccola isola dell'Egeo gli edifici furono progettati secondo i modelli dell'architettura razionalista.
Gli architetti che lavorarono a Portolago, progettisti degli edifici principali, furono Armando Bernabiti e Rodolfo Petracco, autori anche di altre realizzazioni nelle altre isole del Dodecaneso.
Questa cittadina greca, rispetto alle altre città di fondazione (realizzate sia in Italia che nelle altre colonie di Libia, Eritrea, Etiopia), per i caratteri evidenziati per l'utilizzo del linguaggio caratteristico del Movimento Moderno, può essere considerata come l'esempio più vicino alla città razionalista.

### Città ed edifici
La pianta della città è articolata su due piazze, una centrale all'aggregato urbano e l'altra posta sul lungomare, che seguono un'arteria principale, approssimativamente, un cardo, da nord a sud. Nella piazza centrale della città si incrociano altre arterie, una da assimilarsi ad un decumano, all'incirca da est ad ovest ed altre due che, provenienti dal mare, formano un ellissoide che taglia quasi diagonalmente la città. In questa articolazione v'è effettivamente un riallaccio compositivo che ricorda Sabaudia. Vengono individuate le varie funzioni urbane, che seguono il principio razionalista dello “zoning”, così di focalizzano le aree: direzionali, commerciali, i quartieri abitativi; le varie attrezzature: religiose, scolastiche, sportive, militari e del tempo libero. In particolare si crea un lungomare e diversi parchi. Le strade sono ampie, con lunghi filari alberati di eucalipti; gli isolati non sono simmetrici e gli angoli sono arrotondati. Qualche commentatore ha voluto riconoscere in queste dimensioni stradali la vocazione militare della città e le sue relative esigenze. La tesi appare legata alla visione fascista, che per molti anni ha contraddistinto il nuovo insediamento, che una lettura più attenta ha in questi ultimi anni smentito.
Gli edifici seguono le funzioni della città.
- Il mercato centrale (1934-1936), di Rodolfo Petracco, dalla forma circolare con la torre con l'orologio, è giudicato da alcuni come uno dei più importanti edifici creati da quella prima stagione del Movimento Moderno; la torre in effetti è di un esemplare razionalismo; parallelepipedo rotto dall'asimmetria della posizione dell'orologio e da una terrazza a sbalzo con la relativa apertura, che taglia lo spigolo della costruzione. La forma circolare del mercato, con la copertura che sale a piani circolari concentrici, è un'architettura di forte impatto, che seppur si riallaccia a strutture antiche, (cupole ecc.), ha sicuramente una chiara impronta di quel nuovo moderno che muove e cambia l'ambiente costruito. Il metodo razionalista lo si legge, infatti, nell'articolazione delle piante degli altri edifici:
- il cinema-teatro (1936-1938), unito all'Hotel Roma, oggi Leros, di Armando Bernabiti, la cui facciata a tronco di cono dell'ingresso, quasi un boccascena, sposa con una forte espressività la tipologia del fabbricato;
- l'edificio polifunzionale sede del Municipio e della casa del Fascio (1935-1938), di Bernabiti, crea una interconnessione ad angolo di volumi circolari concretizzando uno spazio architettonico plastico, dove la forma evidenzia la funzione, (scale, ingressi, percorsi coperti);
- l'asilo comunale (1934-1936), di Petracco, è, forse, con quella sua ritmica ripetizione di alte arcate con una sproporzione tra arco e pilastro, l'edificio che ricorda maggiormente le costruzioni della pittura metafisica;
- la chiesa di S. Francesco, ora S. Nicola, (1935-1939), di Bernabiti, è una chiara costruzione simmetrica, bilanciata sulla struttura campanaria centrale, estremamente essenziale, dove ogni ornamento anche di semplice rivestimento è volutamente tralasciato; qui l'Art déco è decisamente lontana;
- la scuola comunale (1934-1936), di Petracco, evidenzia ancora l'intersezione di volumi parallelepipedi e circolari, che sembrano accentuarne il disegno degli elementi e dei particolari architettonici orizzontali; lunghe aperture, che ricordano la fenetre en longueur di Le Corbusier e poi zoccoli, cornici appena aggettanti, che chiudono le coperture piane in un linguaggio anche qui esemplarmente razionalista;
- con simili caratteri sono l'attuale bar-caffetteria opposta all'hotel ed il lineare mercato dei prodotti alimentari;
- alcune palazzine destinate ad unità abitative, (1934-1936), per ufficiali, progettate congiuntamente da Bernabiti e Petracco, forse sono il meglio dell'International Style, che si ritrova a Portolago; elementi cubici puri appena disegnati, spartiti da fenêtres en longueur, o da qualche terrazza aggettante asimmetrica, che ricordano il miglior Razionalismo italiano di Giuseppe Terragni, lavorato sulla sezione aurea e scevro da ogni richiamo esterno alla tradizione locale o a canoni monumentalistici.

Architettura a Lakki (2005)
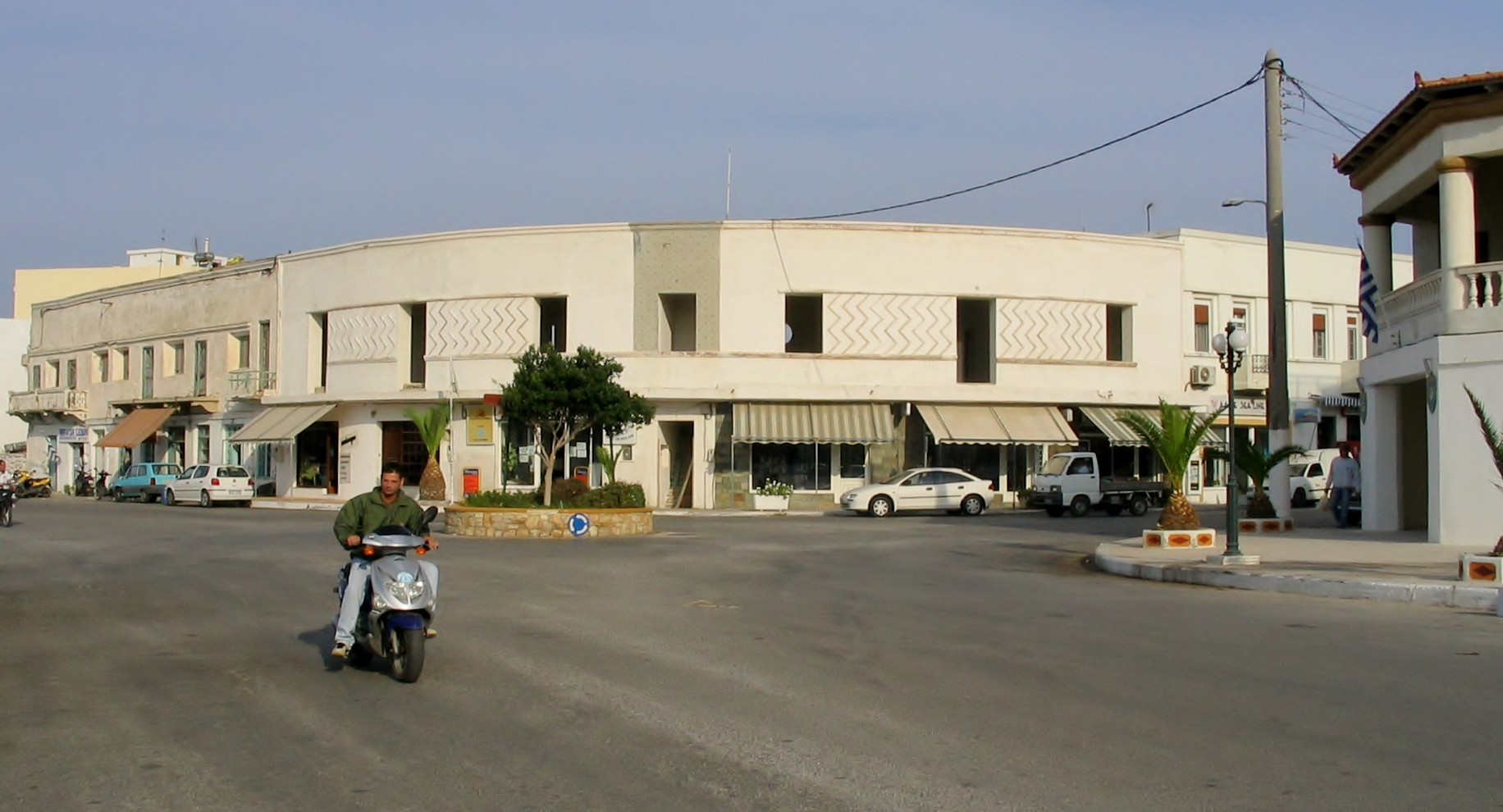
Sul lungomare
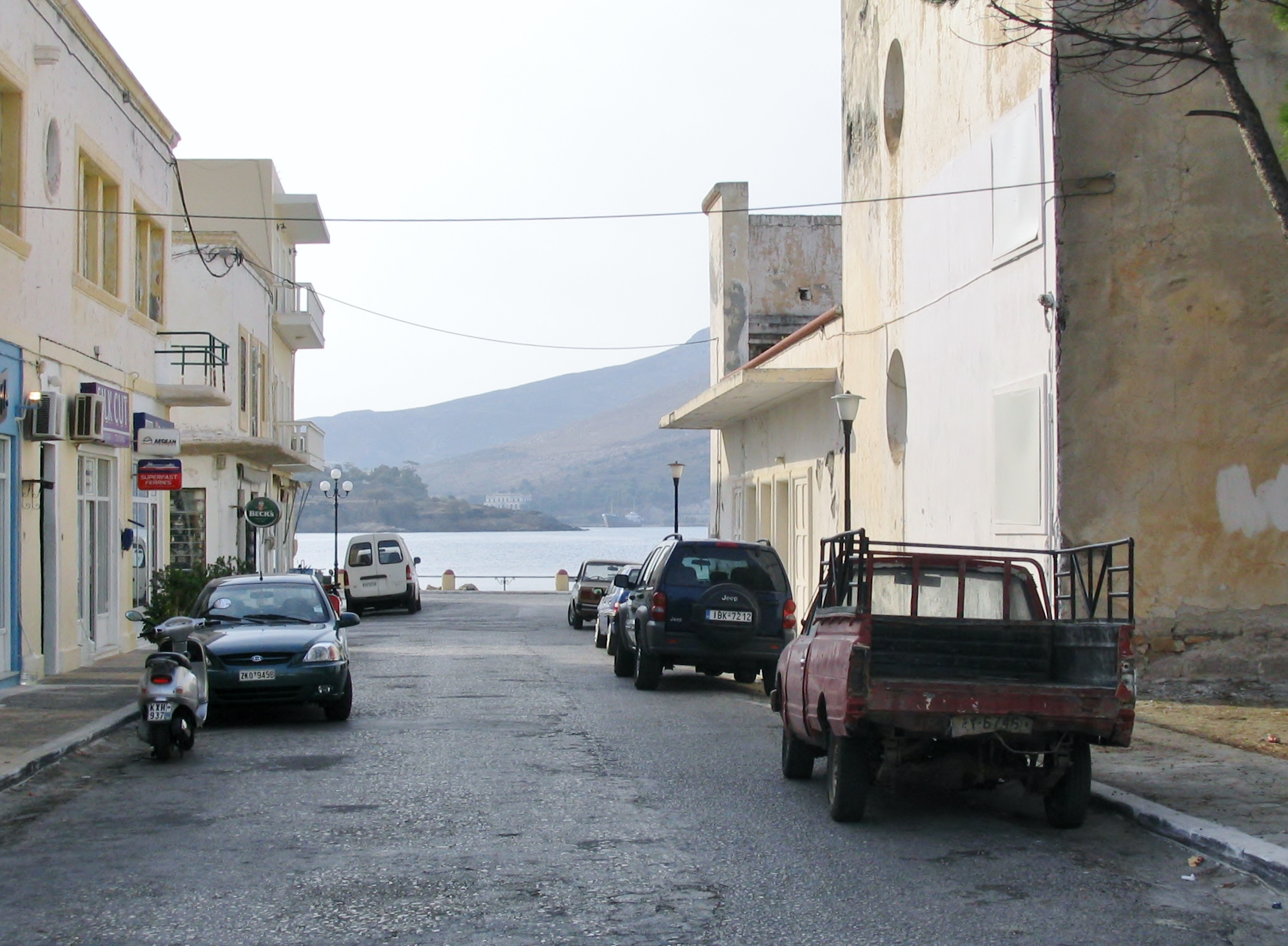
Vista da una strada laterale
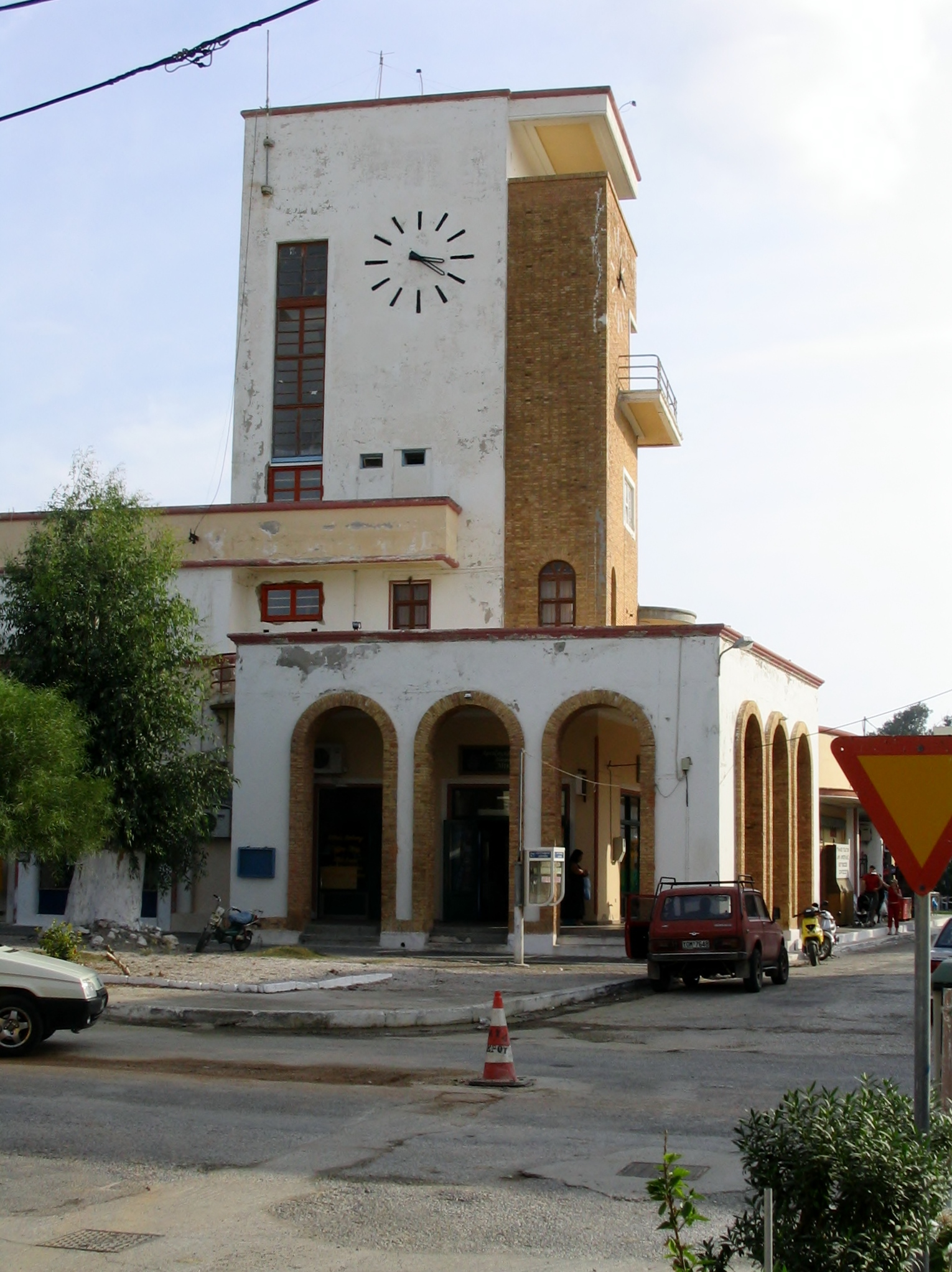
Mercato coperto
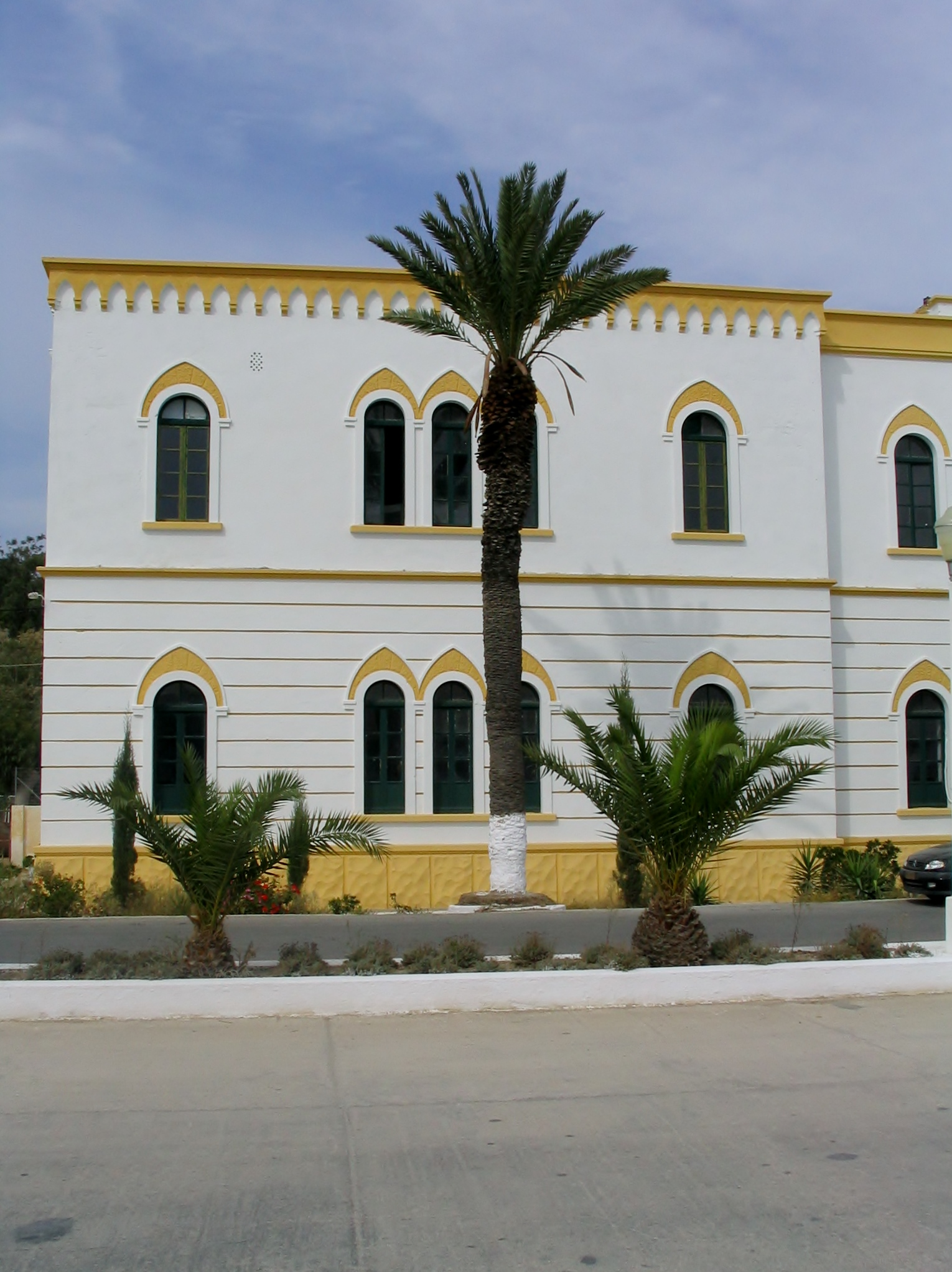
Ex caserma navale
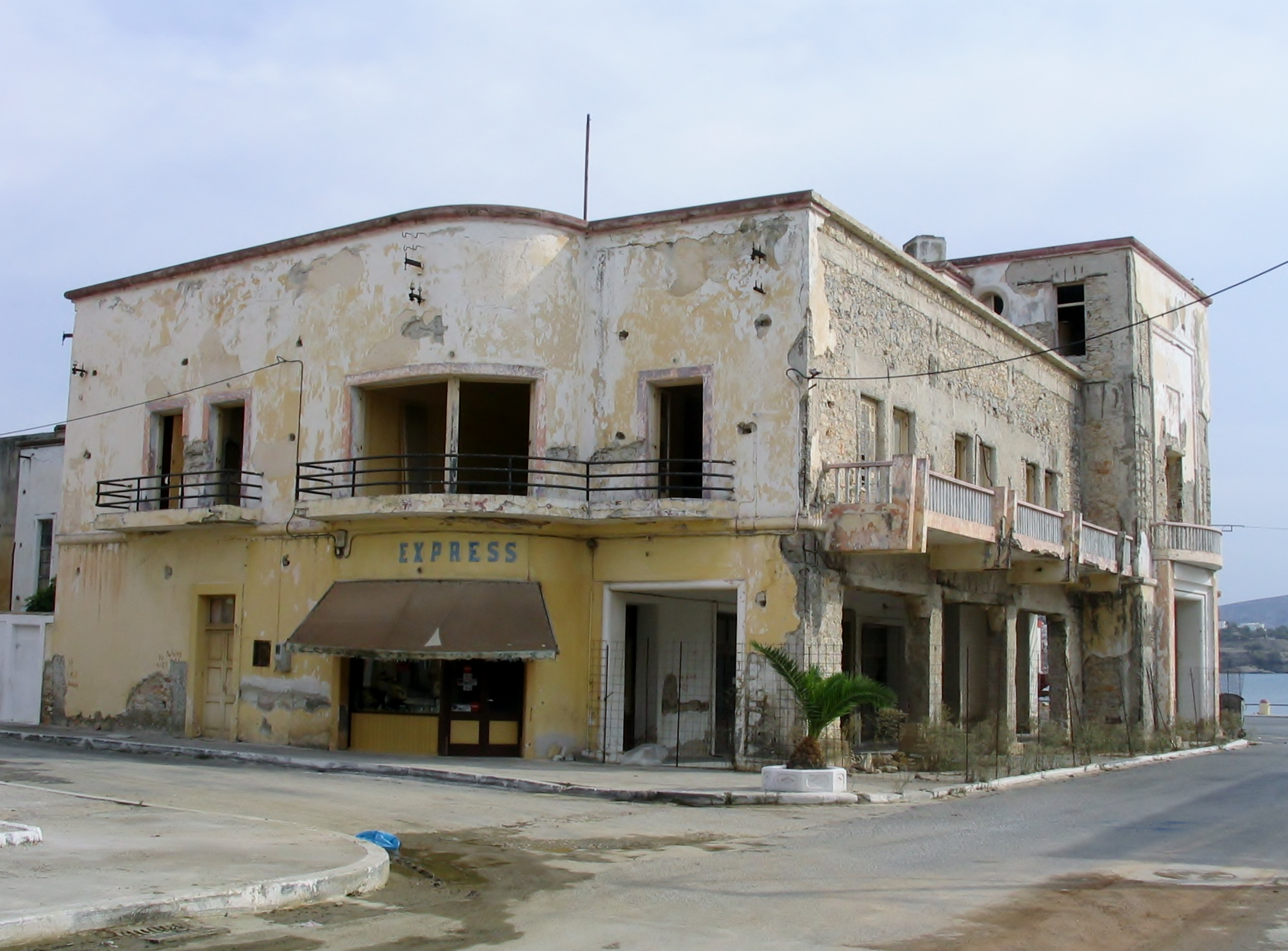
Ex albergo Roma

### Portolago e la conservazione delle architetture
La cittadina attualmente è il maggior porto dell'isola di Lero, dove arrivano e partono i traghetti, ed il punto d'incontro dei molti stranieri che affollano l'isola nella stagione estiva. Le sue caratteristiche di approdo naturale ne accrescono la sua vocazione turistica, ed è presente anche un porto turistico. Da qui partono o approdano tutte le crociere delle imbarcazioni da diporto nel Mare Egeo che circonda il Dodecaneso. Attualmente però la cittadina ha perso importanza e la località principale sembra essere Platanos con la vicina Agia Marina. Lakki ha oggi una popolazione non molto consistente e pari a 1 990 abitanti.
Dopo decenni di abbandono però, Portolago ha urgente bisogno del restauro dei suoi edifici e della tutela degli stessi per evitare che un patrimonio architettonico venga distrutto. Fortunatamente oggi il tema della conservazione del Dodecaneso è venuto in luce in tutta la sua importanza ed ha suscitato un accesso dibattito tra vari soggetti pubblici e privati. Il patrimonio edilizio è in gran parte oggi tutelato dalla normativa greca con decreti presidenziali, ma si dovranno predisporre gli strumenti finanziari e tecnici per il suo recupero. Dal punto di vista tecnologico, in particolare, il problema della corrosione delle armature metalliche nelle strutture in cemento armato investe in modo drammatico la totalità degli edifici costruiti dagli italiani e dovranno al più presto trovarsi soluzioni tecniche adeguate di consolidamento.

## Amministrazione
Il comune di Lakkì è stato soppresso a seguito della riforma amministrativa, detta programma Callicrate, in vigore dal 1º gennaio 2011 ed è ora frazione del comune di Lero nell'"unità periferica" di Calimno, che fa parte della "periferia" dell'Egeo meridionale.